# Карел Нутль
Карел Нутль (чеськ. Karel Nytl, 17 грудня 1892 — 28 грудня 1958) — чехословацький футболіст, що грав на позиції захисника. Виступав, зокрема, у складі клубу «Славія» (Прага) і національній збірній Чехословаччини.

## Життєпис
Розпочав виступи у складі «Славії» у 1920 році. З командою регулярно ставав срібним призером Середньочеської ліги. Ставав переможцем і був фіналістом Середньочеського кубка.
В жовтні 1921 року зіграв свій єдиний матч у складі національної збірної Чехословаччини у грі проти збірної Югославії (6:1).
У 1925 році став чемпіоном Чехословаччини, хоча зіграв у тому сезоні лише одну гру. У наступній першості професіональної ліги зіграв 5 матчів, з яких чотири у складі «Славії» і один у складі клубу «Краловські Виногради».

## Трофеї і досягнення
- Чемпіон Чехословаччини: 1925
- Срібний призер Середньочеської ліги: 1922, 1923
- Володар Середньочеського кубка: 1922
- Фіналіст Середньочеського кубка: 1923